# Liste der Nummer-eins-Hits in den Hot 100 Airplay (1993)
Diese Liste enthält alle Nummer-eins-Hits in den Hot 100 Airplay Charts im Jahr 1993. Es handelt sich hierbei um die Charts mit den von den Radiostationen in den USA am häufigsten gespielten Musiktiteln, die vom US-amerikanischen Magazin Billboard veröffentlicht wurden. In diesem Jahr gab es neun Spitzenreiter.
| Singles |
| --- |
| - Whitney Houston – I Will Always Love You - 11 Wochen (5. Dezember 1992 – 19. Februar 1993) - Peabo Bryson & Regina Belle – A Whole New World - 4 Wochen (20. Februar – 19. März) - Whitney Houston – I Have Nothing - 6 Wochen (20. März – 30. April) - Silk – Freak Me - 3 Wochen (1. Mai – 21. Mai) - Janet Jackson – That’s the Way Love Goes - 10 Wochen (22. Mai – 30. Juli) - UB40 – Can’t Help Falling in Love - 4 Wochen (31. Juli – 27. August) - Mariah Carey – Dreamlover - 11 Wochen (28. August – 12. November) - Janet Jackson – Again - 4 Wochen (13. November – 10. Dezember) - Mariah Carey – Hero - 10 Wochen (11. Dezember 1993 – 18. Februar 1994) |